# أوجستين باريوس

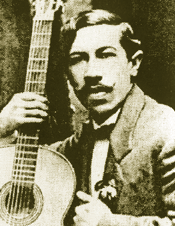
أوجستين باريوس

أوجستين باريوس مانجوري بالإنجليزية Agustín Barrios
(و. 5 مايو 1885 – ت. 7 أغسطس 1944) عازف جيتار ومؤلف موسيقي من باراغواي.
كان باريوس عازف ماهر بارز ترك باراغواي عام 1910 لما يتوقع أنه جولة حفلات استمرت لمدة أسبوع للأرجنتين ثبت نجاحها الكبير حتى مكث 144 سنة. عام 1934 ذهب لأوروبا، أصبح عازف الجيتار الأول من أمريكا اللاتينية ليقوم بحفلات هناك. عاد للعالم الجديد، فعمل بالتدريس في الكونسرفتوار القومي في سان سلفادور من 1939 حتى وفاته. أعماله العبقرية والمليئة بالقدرة على التعبير أصبحت أساس برنامج حفلات الجيتار. ضمن أشهر أعماله «رقصة باراغواي» سنة 1924 و«جوليا فلوريدا» 1938، والفالس الرابع مصنف رقم 8 سنة 1923.

## من أشهر أعماله

### أعمال الجيتار
إنتاج باريوس يتكون كليا من أعمال للجيتار الصولو، وللأعمال ال300 أو نحو هذا التي على الأرجح كتبها، نجا منها 100. كان معجبا بالتقاليد الموسيقية لبلده الأم، والكثير من مقطوعاته مشكلة إيقاعيا ولحنيا على قوالب محلية مثل الشورو والتانجو والكيوكو. ويمكن إيجاد أمثلة جيدة والرقصة الأولى والثانية «رقصة باراغواي»، حيث تقدم النغمات والإيقاعات من البلد الأم لباريوس بأسلوب يستحضر الهارب في باراغواي. مع ذلك قلما كتب أصوات تنتمي كليا لأمريكا الجنوبية، حيث تميزت لغته الموسيقية بتأثير عظماء الكتابة للجيتار الإسباني، في حين تحمل مقطوعات أمثال «مقدمة في مقام صول صغير» و«مازوركا عاطفية» أثر التقليد الكلاسيكي الأوروبي من باخ إلى شوبان.
أحد أشهر مقطوعات باريوس هو عمل «الكاتدرائية» المكون من ثلاث حركات، مستلهم من تجربته في كاتدرائية سان خوزيه في مونتفيديو في باراغواي. بعد مقدمة غنائية يأتي حركة أندانتي ديني، التآلفات العريضة التي تقدم إشادة إلى موسيقى الأرغن لباخ التي عزفها في الكاتدرائية. أخيرا يعيدنا الأليجرو الحيوي الجاد إلى واقع العالم الخارجي محبوبة بالمثل مقطوعة باريوس الأخيرة، العمل الهادئ «صدقة لحب الرب». في الميلودي الحزين في البداية لكن ينتهي هذا الحزن في النهاية تقنية يعبر عنها بشكل رائع يخلق النغمات الطويلة بالابتكار السريع للنغمات القصيرة.

## وصلات خارجية
- أوجستين باريوس على موقع IMDb (الإنجليزية)
- أوجستين باريوس على موقع ميوزك برينز (الإنجليزية)
- أوجستين باريوس على موقع ديسكوغز (الإنجليزية)

1. ↑  Internet Movie Database (بالإنجليزية), QID:Q37312
2. ↑  NPR Encylopedia of Classical Music
3. ↑  The Rough Guide to Classical Music